# Steve Aoki
Steve Hiroyuki Aoki (Miami, 30 novembre 1977) è un disc jockey e produttore discografico statunitense di origini giapponesi, fondatore della Dim Mak Records.
Dal 2011 è presente nella prestigiosa classifica Top100Djs della rivista Dj Magazine con il piazzamento più alto al 7º posto nel 2016 e nel 2022.

## Biografia

### Primi anni
Nato a Miami e cresciuto a Newport Beach (in California), è il terzo figlio del wrestler giapponese Rocky Aoki e Chizuru Kobayashi. Ha due fratelli più grandi, la sorella di nome Kana (che ora è conosciuta come "Grace") e il fratello Kevin. Ha anche tre fratellastri: il fratellastro Kyle e le sorellastre Echo e Devon (quest'ultima modella). Aoki ha frequentato l'University of California di Santa Barbara e si è laureato in due campi, ottenendo una laurea in Studio del femminismo e l'altra in Sociologia. Al college, ha prodotto dischi fai-da-te e fatto concerti underground.

### Carriera
A soli 20 anni, nel 1996, Aoki crea l'etichetta discografica Dim Mak Records, nome derivato da una delle mosse del suo eroe d'infanzia, Bruce Lee. È stato anche in numerose band, tra cui i This Machine Kills, con i quali ha pubblicato due album su etichetta Ebullition: Esperanza e The Fire Next Time. L'etichetta ha recentemente commercializzato la musica di altri artisti electro house come MSTRKRFT, The Bloody Beetroots, Klaxons, Scanner, Whitey, Mystery Jets e Mustard Pimp. Ha anche collaborato con Blake Miller per il progetto Weird Science.

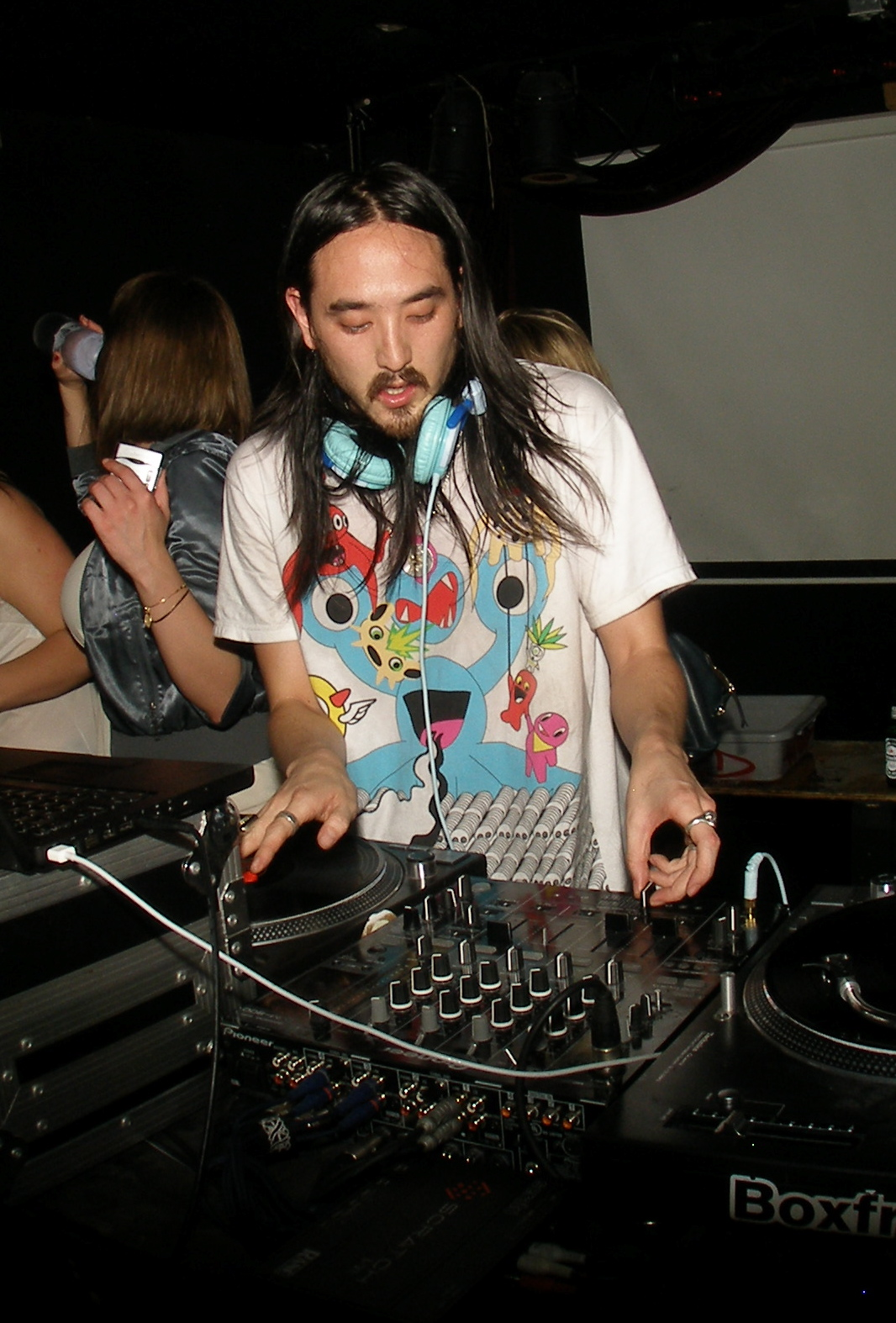
Steve Aoki all'HiFi Nightclub di Calgary

A partire dal 2008 Aoki ha iniziato a produrre in proprio e ha iniziato con un remix dei Duran Duran per il loro secondo singolo nel Regno Unito. Ha remixato molti brani di artisti musicali, quali Drake, Lenny Kravitz, Bloc Party, Snoop Dogg, Robin Thicke, SPA, Timbaland e Kid Cudi. Il suo primo album, la raccolta Pillowface and His Airplane Chronicles, è stato pubblicato nel gennaio 2008. Ha anche avuto un mix in onda su BBC Radio 1, il 2 agosto 2008.
Nel 2009 ha remixato il brano When the Wind Blows dei The All-American Rejects, tratto dall'album When the World Comes Down. Il 10 novembre 2009 è uscito un remix per la canzone di Drake Forever, che ha visto anche la partecipazione di Kanye West, Lil Wayne e Eminem. La canzone è arrivata in cima alla classifica Hype Machine nel dicembre 2009. Nel novembre 2009 ha creato una propria rivista intitolata "Aoki" attraverso una casa editrice celebrità rivista chiamata MYMAG. Steve Aoki è anche in una band hardcore punk chiamato Rifoki con Sir Bob Cornelius Rifo.
A marzo del 2010 Aoki ha pubblicato il singolo I'm in the House, realizzato con la collaborazione di Zuper Blahq, alter ego del cantante dei Black Eyed Peas will.i.am. Il brano è arrivato alla posizione 29 della Official Singles Chart nella prima settimana di lancio.

### Neon Future(2013-2017)
Il 4 marzo 2013 Steve Aoki ha rivelato di essere al lavoro a un secondo album in studio, da lui intitolato Neon Future. Rispetto a Wonderland, la concezione musicale dell'album è stata descritta dal DJ come "luminoso e positivo":
 Il 10 agosto dello stesso anno Aoki si è esibito al Summer Sonic Festival di Tokyo, evento nel quale ha presentato un brano inedito realizzato con il gruppo musicale statunitense Linkin Park ed intitolato A Light That Never Comes. All'esibizione dal vivo hanno partecipato soltanto Chester Bennington e Mike Shinoda, nonostante la versione registrata in studio abbia coinvolto anche i restanti membri del gruppo. Il brano è stato successivamente pubblicato come unico singolo estratto dall'album di remix dei Linkin Park Recharged, uscito il 30 ottobre 2013.
Il 22 aprile 2014 Aoki ha annunciato la divisione del progetto Neon Future in due parti distinte: la prima parte sarebbe stata pubblicata il 12 agosto dello stesso anno, mentre la seconda parte sarebbe uscita agli inizi del 2015. Lo stesso artista ha spiegato inoltre la differenza tra le due parti dell'album, caratterizzato da elementi radiofonici nella prima parte e da altri più oscuri nella seconda. Riguardo alla seconda parte, il DJ ha inoltre rivelato che in esso sarebbe stata presente una seconda collaborazione con i Linkin Park.
Neon Future I è stato successivamente posticipato al 30 settembre dello stesso anno e contiene dieci brani realizzati con la partecipazione di svariati artisti, quali Luke Steele degli Empire of the Sun, i Fall Out Boy e il rapper MGK. Il 7 gennaio 2015 Aoki ha pubblicato per il download gratuito il brano inedito Cake Face, mentre il 12 febbraio dello stesso anno è stata annunciata la pubblicazione di Neon Future II (fissata al 12 maggio) ed è stato pubblicato il primo singolo estratto da esso, I Love It When You Cry (Moxoki).
Il 10 settembre 2015 è stata rilevata l'uscita di Neon Future Odyssey, riedizione in doppio CD delle due parti di Neon Future con l'aggiunta di sei brani inediti pubblicata il 2 ottobre. Ad anticiparne l'uscita sono stati i brani The Power of Now, inciso con Headhunterz, e Phenomena, inciso con Borgore, resi disponibili per l'ascolto attraverso SoundCloud rispettivamente a partire dal 10 e dal 23 settembre.

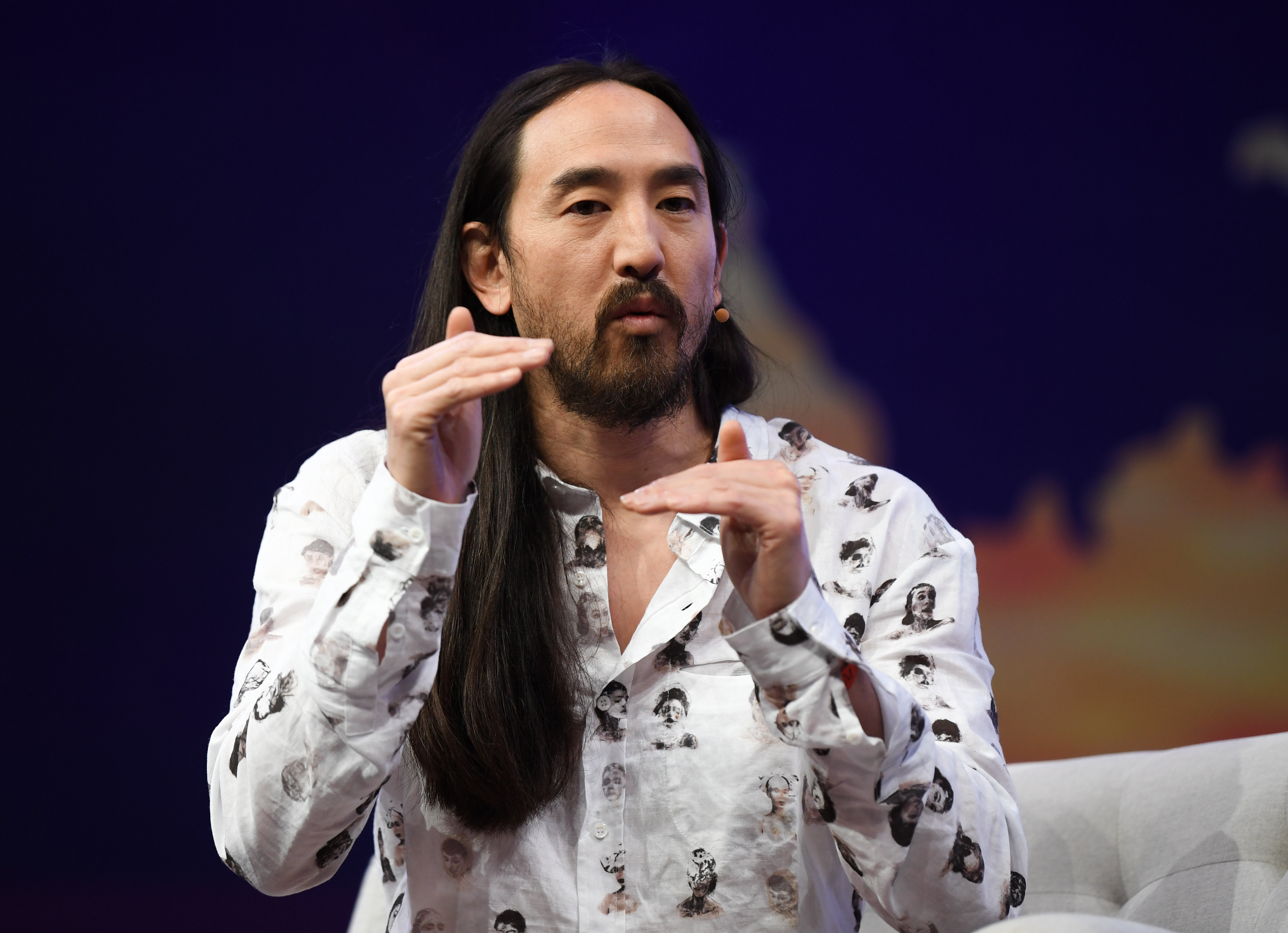
Steve Aoki alla Collision Conference del 2019

Il 25 marzo 2016 Aoki ha pubblicato un nuovo singolo intitolato Can't Go Home, realizzato insieme al DJ tedesco Felix Jaehn e che ha visto la partecipazione del cantante Adam Lambert. L'11 dicembre dello stesso anno è invece uscito il singolo Just Hold On, inciso in collaborazione con Louis Tomlinson.
Nel novembre 2017 partecipa al remix dei brani Mic Drop e The Truth Untold dei BTS, con cui collabora nuovamente un anno dopo, con Waste It on Me, singolo estratto dal suo quinto album in studio Neon Future III.

### 5OKI, Neon Future III e Neon Future IV(2018-2021)
Nel febbraio 2018, Aoki ha annunciato l'uscita del suo EP di cinque tracce intitolato 5OKI, seguito del suo EP del 2016 4OKI. Le tracce sono state rilasciate a intervalli settimanali dal 23 marzo al 20 aprile, con Mayhem in collaborazione con Quintino rilasciata il 23 marzo 2018, seguita da Pika Pika con Loopers, It's Time con Laidback Luke, Anthem con Hardwell e concludendo con Moshi Moshi con Vini Vici.
In un'intervista con EDM.com, Aoki ha annunciato che il suo prossimo album, Neon Future IV, sarebbe stato pubblicato nel 2019; è stato poi rilasciato nell'aprile 2020.

### HiROQUEST: Genesis(2022-2023)
Il 9 settembre 2019 Aoki ha rilasciato Let It Be Me, una collaborazione con i Backstreet Boys, nata dopo che Aoki ha incontrato Nick Carter al suo spettacolo a Las Vegas.
Il 24 giugno 2020 Aoki ha co-rilasciato Ninja Re Bang Bang Steve Aoki Remix con l'artista giapponese Kyary Pamyu Pamyu.
Il 21 agosto 2020 Aoki ha remixato diverse canzoni della band anarcho-punk Crass sotto un singolo intitolato normal never was III, con i proventi destinati all'organizzazione benefica per le vittime di violenza domestica "Refuge".
A inizio 2022, Aoki ha rilasciato diversi singoli, tra cui Welcome to the Playhouse (con la partecipazione vocale di Shaquille O'Neal) il 7 gennaio e Da Homies il 4 febbraio. Ha poi iniziato a rilasciare singoli che sono successivamente apparsi nel suo settimo album in studio, Hiroquest: Genesis. Questi includono Kult (con Grandson e featuring Jasiah), Ultimate (con Santa Fe Klan e Snow Tha Product) e The Whistle (con Timmy Trumpet e DJ Aligator).
Il 16 settembre 2022 Aoki ha rilasciato il suo settimo album in studio, Hiroquest: Genesis. L'album presenta molte collaborazioni notevoli, tra cui Mod Sun, PnB Rock, Taking Back Sunday, Lil Xan, Bryce Vine e molti altri.
A 12 gennaio 2023 la cantante argentina Tini ha rilasciato Muñecas, una collaborazione con Aoki e la cantante La Joaqui, come nono singolo del suo quarto album in studio Cupido.

### Paragon(2024-presente)
A giugno 2024 annuncia la pubblicazione del suo nono album, Paragon.

## Vita Privata
Steve Aoki e la modella australiana Tiernan Cowling si sono fidanzati nel 2010. Successivamente si sono sposati sull'isola hawaiana di Maui nel 2015 vivendo a Las Vegas, Nevada. La coppia si è separata nel 2018, citando l'intenso programma di tour di Aoki come fonte di stress per la relazione.
L'attrice e modella Devon Aoki è la sorellastra di Steve Aoki. La modella e cantautrice Yumi Nu è la nipote di Aoki.
Nel 2022, Aoki è stato selezionato per partecipare a un volo spaziale lunare come parte dell'equipaggio del progetto dearMoon. La missione, prevista per il 2023 a bordo di una SpaceX Starship, è stata cancellata nel 2024 a causa di ritardi nel programma Starship.
Aoki si è iscritto per la crioconservazione, discutendone con Peter Diamandis in un'intervista del 2022 intitolata A DJ's Crazy Schedule, Cryonics, and the Making of Pursuit of Happiness.

## Filantropia
La Aoki Foundation finanzia la ricerca sul cervello con un focus sulla medicina rigenerativa e la conservazione cerebrale. La fondazione sottolinea le possibilità di estensione naturale della vita grazie all'eliminazione delle malattie cerebrali. La Fondazione supporta anche altre cause come il soccorso in caso di disastri, la ricerca sulle disabilità dello sviluppo e i diritti degli animali. Ha collaborato con Keep Memory Alive, la SENS Research Foundation, il Buck Institute for Research on Aging, Music for Relief e Best Buddies International.

## Discografia

### Album in studio
- 2012 – Wonderland
- 2014 – Neon Future I
- 2015 – Neon Future II
- 2017 – Kolony
- 2018 – Neon Future III
- 2020 – Neon Future IV
- 2022 – HiROQUEST: Genesis
- 2023 – HiROQUEST 2: Double Helix
- 2024 – Paragon

### Album di remix
- 2012 – Wonderland Remixed
- 2019 – Neon Future III - Remixes

### Raccolte
- 2007 – Pillowface and His Airplane Chronicles
- 2015 – Neon Future Odyssey